# Haley Joel Osment
Haley Joel Osment (Los Angeles, 10 de abril de 1988) é um ator estadunidense com indicações ao Óscar e ao Globo de Ouro por melhor ator coadjuvante.

## Biografia
Haley Joel Osment, filho da professora Theresa Seifert e do ator Eugene Osment, irmão de Emily Osment (a Lilly de Hannah Montana). Em 1994, aos 6 anos, interpretou o filho de Tom Hanks no filme Forrest Gump - O Contador de histórias, mas sua carreira despontou no suspense O Sexto Sentido, contracenando com Bruce Willis, interpretando o garoto Cole, que imortalizou a frase "Eu vejo gente morta" ("I see dead people"). Por esse filme, Haley tornou-se o 8º ator mais jovem a ser indicado[carece de fontes?] ao Oscar de melhor ator coadjuvante. Em 2000, Haley interpretou Trevor McKinney no drama A Corrente do Bem, e em 2001 veio outro sucesso, a ficção científica de Steven Spielberg A.I. - Inteligência Artificial, no qual interpretou o robô David.
Haley, que até então dividia o tempo entre os estudos e o cinema, afastou-se um pouco das telas fazendo dublagens/dobragens e mais dois filmes (Lições Para Toda a Vida e Os Anjos da Guerra). Sua irmã mais nova, Emily Osment, também seguiu a carreira artística — ela era Lilly Truscott da série Hannah Montana. Atualmente, Haley, mais crescido (33 anos, em 2021), dedica-se a papéis mais maduros.

## Filmografia
| Ano       | Título                                        | Papel | Notas |
| --------- | --------------------------------------------- | --- | --- |
| 1994      | Forrest Gump                                  | Forrest Gump, Jr. | Young Artist Awards – Melhor performance de ator com menos de dez anos de idade em um Filme |
| 1994      | Mixed Nuts                                    | Little Boy | |
| 1995      | For Better or Worse                           | Danny | |
| 1995–1997 | The Jeff Foxworthy Show                       | Matt Foxworthy | |
| 1996      | Bogus                                         | Albert Franklin | Nomeações: - Young Artist Awards – Melhor Performance em um Longa-metragem - Ator com menos de dez anos de idade |
| 1997      | Beauty and the Beast: The Enchanted Christmas | Chip | Voz (direct-to-video) |
| 1998      | Ransom of Red Chief                           | Andy Dorset | (Filme para TV) |
| 1999      | O Sexto Sentido                               | Cole Sear | Prêmiações: - Saturn Award – Melhor Performance de um ator jovem - Blockbuster Entertainment Award – Ator Favorito – Estreante (só na internet) - Broadcast Film Critics Association Award – Melhor intérprete jovem - Dallas-Fort Worth Film Critics Association Award – Melhor Ator Coadjuvante - Florida Film Critics Circle Awards – Melhor Ator Coadjuvante - Kansas Film City Critics Circle Award – Melhor Ator Coadjuvante - Las Vegas Film Critics Society Awards – Melhor Ator Coadjuvante - Las Vegas Film Critics Society Awards – Juventude em Filme - Las Vegas Film Critics Society Awards – Ator Mais Promissor - MTV Movie Award – Melhor Performance Revelação - On-line Film Critics Society Award – Melhor Ator Coadjuvante - Satellite Award – Novo Talento Notável - Southeastern Film Critics Association Award – Melhor Ator Coadjuvante - Teen Choice Awards – Film - Choice Breakout Performance - Young Artist Awards – Melhor Performance em um Longa-metragem/Principais Atores Jovens - Young Artist Awards – Melhor Ator Jovem/Performance em um Filme Dramático Nomeações: - Academy Award – Melhor Ator Coadjuvante - Chicago Film Critics Association Award – Melhor Ator Coadjuvante - Chicago Film Critics Association Award – Ator Mais Promissor - Chlotrudis Awards – Melhor Ator Coadjuvante - Globo de Ouro - Melhor Ator Coadjuvante no Cinema - MTV Movie Award – Melhor Duo On-Screen (compartilhado com Bruce Willis) - Online Film Critics Society Award – Melhor estreia - Screen Actors Guild Award – Performance de um Actor Coadjuvante |
| 1999      | I'll Remember April                           | Peewee Clayton | |
| 2000      | Pay It Forward                                | Trevor McKinney | Prêmiações: - Blockbuster Entertainment Award – Melhor Ator Coadjuvante – Drama/Romance Nomeações: - Young Artist Awards – Melhor Performance em um Longa-metragem - Principais Ator Jovem |
| 2000      | Discover Spot                                 | Spot the Dog | Voz |
| 2000–2001 | Family Guy                                    | - Kid in playground (Dammit Janet!) - Kid in cutaway gag (There's Something About Paulie) - Kid in bathroom (The Thin White Line) | 3 episódios: 2ª temporada, episódio 15 Dammit Janet! 2ª temporada, episódio 16 There's Something About Paulie 3ª temporada, episódio 1 The Thin White Line |
| 2001      | A.I. - Inteligência Artificial                | David | Prêmiações: - Saturn Award – Melhor Performance de um Ator Jovem Nomeações: - Broadcast Film Critics Association Award – Melhor Intérprete jovem - Empire Awards – Melhor Ator - Phoenix Film Critics Society Award – Melhor Intérprete jovem - Young Artist Awards – Melhor Performance em um Longa-metragem - Principal Ator Jovem |
| 2001      | Os Anjos da Guerra                            | Romek | |
| 2002      | O Corcunda de Notre Dame II                   | Zephyr | Voz Nomeações: - Young Artist Awards – Melhor Performance em um papel de Locução |
| 2002      | The Country Bears                             | Beary Barrington | Voz |
| 2002      | Kingdom Hearts                                | Sora | Video game |
| 2003      | Secondhand Lions                              | Walter | Nomeações: - Young Artist Awards – Melhor Performance em um Longa-metragem - Principal Ator Jovem |
| 2003      | The Jungle Book 2                             | Mowgli | Voz Nomeações: - World Soundtrack Academy Award – Melhor Canção Original Escrita para um Filme (compartilhado com Paul Grabowsky, Lorraine Feather, Mae Whitman, e Connor Funk) - Young Artist Awards – Melhor Performance em um papel de Locução – Ator Jovem |
| 2004      | Kingdom Hearts: Chain of Memories             | Sora | Video game |
| 2005      | Immortal Grand Prix                           | Takeshi Jinno | Série de televisão em anime; voz (inglês) |
| 2006      | Kingdom Hearts II                             | Sora | Video game |
| 2007      | Home of the Giants                            | Robert "Gar" Gartland | |
| 2008      | Kingdom Hearts Re: Chain of Memories          | Sora | Video game |
| 2009      | Kingdom Hearts 358/2 Days                     | Sora | Video game |
| 2010      | Kingdom Hearts Birth by Sleep                 | Vanitas/Sora | Video game |
| 2010      | Montana Amazon                                | Womple | |
| 2011      | Kingdom Hearts Re:coded                       | Data-Sora | Video game |
| 2012      | Sassy Pants                                   | Chip Hardy | |
| 2012      | Kingdom Hearts 3D: Dream Drop Distance        | Sora/Vanitas | Video game |
| 2012      | It's Always Sunny in Philadelphia             | "New Mac" | Promo para 8ª temporada da série de televisão |
| 2012      | Wake the Dead                                 | Victor Franklin | |
| 2014      | Tusk                                          | Teddy Craft | |
| 2015      | Entourage: Fama e Amizade                     | Travis McCredle | |
| 2016      | Yoga Hosers                                   | Adrien Arcand | |
| 2017      | Silicon Valley                                | Keenan Feldspar | 2 episódios |
| 2018      | Arquivo X (telessérie)                        | Davey James (e jovem John James)                                                                                                  | 1 episódio A WAR IS NEVER OVER (ep 6 Temp 11) |
| 2019      | Kingdom Hearts 3                              | Sora/Vanitas | Video game |
| 2019      | The Boys (TV Series)                          | Charles (Mesmer) | |
| 2019      | Extremely Wicked, Shockingly Evil and Vile    | Jerry | |
| 2023      | Somebody I Used to Know                       | Jeremy | |
| 2023      | Lego Marvel Avengers: Code Red                | Colecionador | Voz Especial Disney + |
| 2024      | Drugstore June                                | Davey | |
| 2024      | Pisque Duas Vezes                             | Tom | |
| 2025      | Happy Gilmore 2                               | Billy Jenkins | |

## Premiações
- Indicado ao Oscar de melhor ator coadjuvante em 2000, por sua atuação em "O Sexto Sentido".
- Indicado ao Globo de Ouro de melhor ator coadjuvante em cinema em 2000, por sua atuação em "O Sexto Sentido".